# Ramón Couto Fernández
Ramón Couto Fernández, nace en Santiago de Compostela en octubre de 1872 y fallece en la misma ciudad el 9 de octubre de 1900, fue un pintor e ilustrador gallego. 

## Trayectoria
Hermano de Jesús Couto Fernández, cultivó el retrato y la acuarela . Colaboró en Galicia Moderna, Luz y Sombra y Bellas Artes .

### Otros artículos
- Xeración Doente

- Datos: Q20533808